# Gwiazdozbiór Cefeusza
Cefeusz (łac. Cepheus, dop. Cephei, skrót Cep) – gwiazdozbiór nieba północnego, leżący w pobliżu północnego bieguna nieba, 27. co do wielkości.
Cefeusz znajduje się na krawędzi Drogi Mlecznej, obfituje w gwiazdy podwójne i zmienne, wśród nich bardzo znaną δ Cephei, od której nazwę wziął typ gwiazd zmiennych – cefeid, używanych do wyznaczania odległości we Wszechświecie. Liczba gwiazd dostrzegalnych nieuzbrojonym okiem: około 60. W Polsce widoczny przez cały rok.

## Pochodzenie nazwy gwiazdozbioru

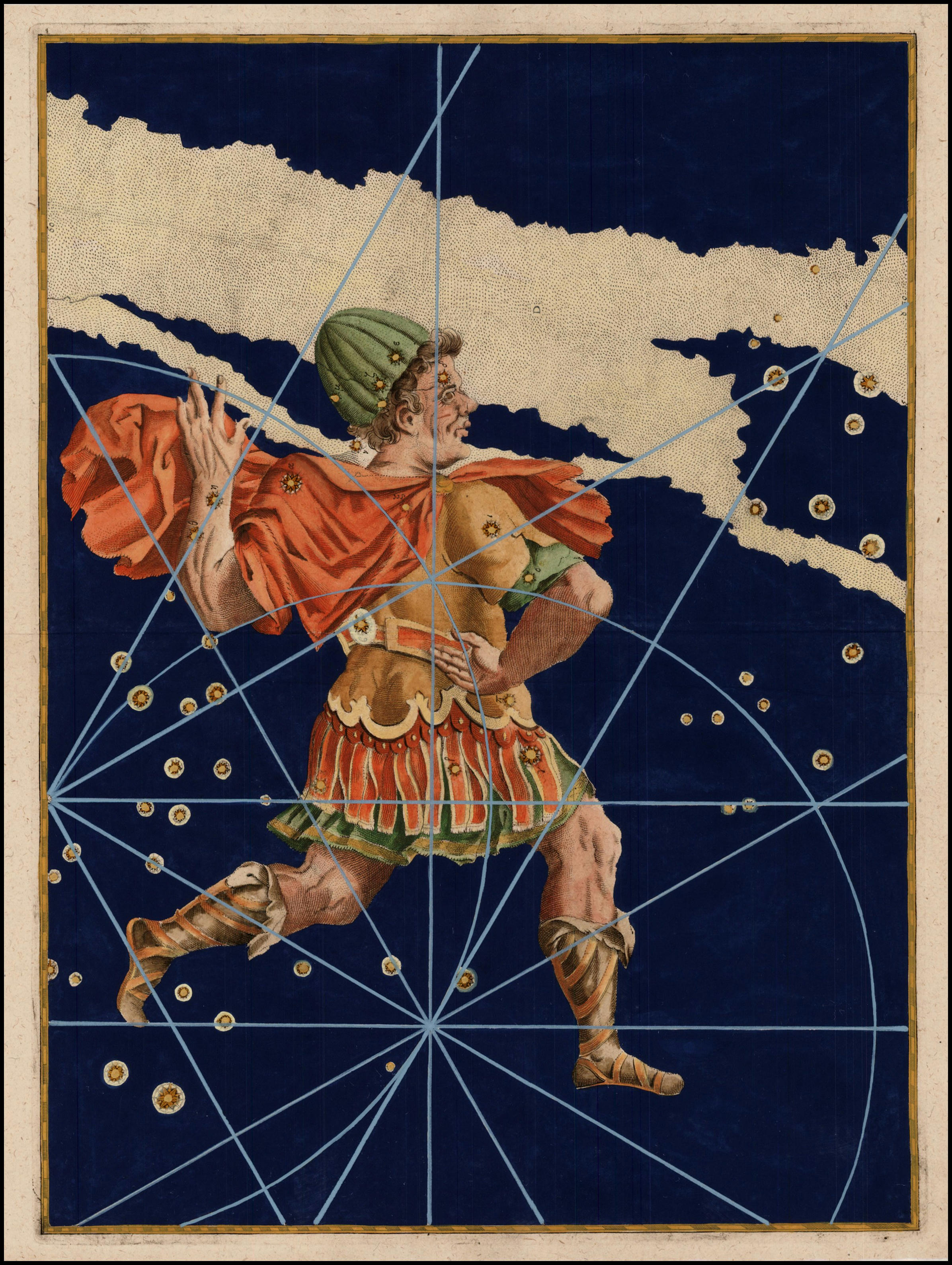
Ilustracja Johanna Bayera

Konstelacja ta była znana już w starożytnej Grecji. Przedstawia ona Cefeusza (Kefeusa), króla Etiopii w mitologii greckiej, męża Kasjopei i ojca Andromedy, upamiętnionych także sąsiednimi gwiazdozbiorami. Król Cefeusz odegrał niewielką rolę w micie opisanym przy okazji gwiazdozbioru Andromedy. Cefeusza Posejdon ukarał zaś, tworząc jego konstelację z gwiazd o średniej jasności.

## Gwiazdy w Cefeuszu
Cefeusz jest obramowany cienkim pięciokątem, trochę przypominającym dziecięcy rysunek konia. Trzeba być uważnym, bo cztery gwiazdy tworzące podstawę pięciokąta mogą też zostać użyte do stworzenia niemal identycznej figury, która zawierałaby również gwiazdę z gwiazdozbioru Smoka.
Najjaśniejsze gwiazdy:
- α Cep, (Alderamin; arab. „prawa ręka”), gwiazda o jasności 2,45m, leżąca w odległości 49 lat świetlnych, rozmiarami zbliżona do Słońca. W wyniku precesji osi ziemskiej za około 5500 lat[1] stanie się nową gwiazdą polarną.
- β Cep, (Alfirk; „stado”), leżąca w odległości 595 lat świetlnych jest zarazem gwiazdą zmienną i podwójną, której składniki mają jasność odpowiednio 3,2 i 8. Gwiazda ta jest prototypem gwiazd zmiennych pulsujących (typ β Cephei ), o okresie kilku godzin i niewielkich zmianach jasności.
- γ Cep, (Errai; „pasterz”), układ podwójny, jest odległa o 45 lat świetlnych. Składnik A tego układu okrąża planeta[4]. Wskutek ruchu precesyjnego osi ziemskiej, za dwa tysiące lat znajdzie się 2° od północnego bieguna niebieskiego, przejmując rolę gwiazdy polarnej[5].
- δ Cep, popularna gwiazda podwójna o żółtym i niebieskim składniku. Zmienna o okresie 5 dni 9 godzin i zmianach jasności od 3,6 do 4,3m. Jest pierwszą, odkrytą w 1784 roku przez Johna Goodricke, gwiazdą zmienną pulsującą, od której całą grupę gwiazd zmiennych określa się nazwą cefeid.
- μ Cep, Gwiazda Granat (ang. Garnet Star), nazwana tak przez Williama Herschela z powodu swego wyraźnego pomarańczowego[1] zabarwienia. Znana też jest jako Gwiazda Herschela. Gwiazda ta, nadolbrzym, jest gwiazdą zmienną, prototypem gwiazd zmiennych półregularnych. Jej jasność waha się pomiędzy 3,6 i 5,1 bez ustalonego okresu.

Inne jaśniejsze gwiazdy:
- ζ Cep, jasność 3,39m
- η Cep, jasność 3,41m
- ι Cep, jasność 3,50m

Gwiazdy podwójne i wielokrotne (niewymienione wyżej):
- κ Cep, gwiazda podwójna (składnik A 4,4m, B 8,4m)
- ο Cep, to układ potrójny[4]
- ξ Cep (Kurhah), gwiazda podwójna, jest uważana za najładniejszy układ w konstelacji. Składa się z niebieskiej i żółtej gwiazdy o okresie orbitalnym równym 3800 lat[4].

Inne gwiazdy zmienne:
- S Cep, miryda
- T Cep, miryda
- U Cep, gwiazda zaćmieniowa (typu β Per)
- VV Cep, półregularna typu μ Cep

## Obiekty niegwiazdowe
W obrębie gwiazdozbioru Cefeusza znajdują się gromady otwarte: NGC 188, która leży w pobliżu bieguna i IC 1396 powiązana z mgławicą emisyjną.
Inne obiekty niegwiazdowe:
Otwarte gromady gwiazd:
- NGC 188 jest gromadą otwartą, złożoną z około 150 bardzo starych gwiazd. Przypuszcza się, że zostały one uformowane około 10-12 milionów lat temu. Gromada znajduje się niedaleko bieguna niebieskiego[4].
- NGC 6939 oddalona od nas o cztery tysiące lat świetlnych. Można ją znaleźć około 2,5° na południe od teta Cephei lub mniej więcej dwa stopnie na południowy zachód od eta Cephei, z którymi to gwiazdami tworzy trójkąt równoboczny[4].
- NGC 7160 6,1m
- NGC 7234 kolejna gromad otwarta składająca się z 30 gwiazd, jej rozmiar kątowy wynosi około 4′ łuku, dzięki czemu jest łatwa do obserwacji przy użyciu niewielkiego teleskopu[4].
- NGC 7380 7,2m
- NGC 7510 7,9m

Mgławice i galaktyki:
- Mgławica Irys (NGC 7023), młoda gromada otwarta, mgławica emisyjna
- IC 1470, mgławica planetarna
- Mgławica Grota (Sh2 155), mgławica emisyjna
- NGC 6946, galaktyka spiralna oddalona od nas o około 10 milionów lat świetlnych[4]
- mgławica IC 1396, zwana także Trąbą Słonia

## Rój meteorów
W drugiej połowie sierpnia rój Cefeidów promieniuje z tej konstelacji. Choć skromny pod względem liczebności, w niektórych latach może dać do 10 przelotów na godzinę.